# Kolporter S.A.

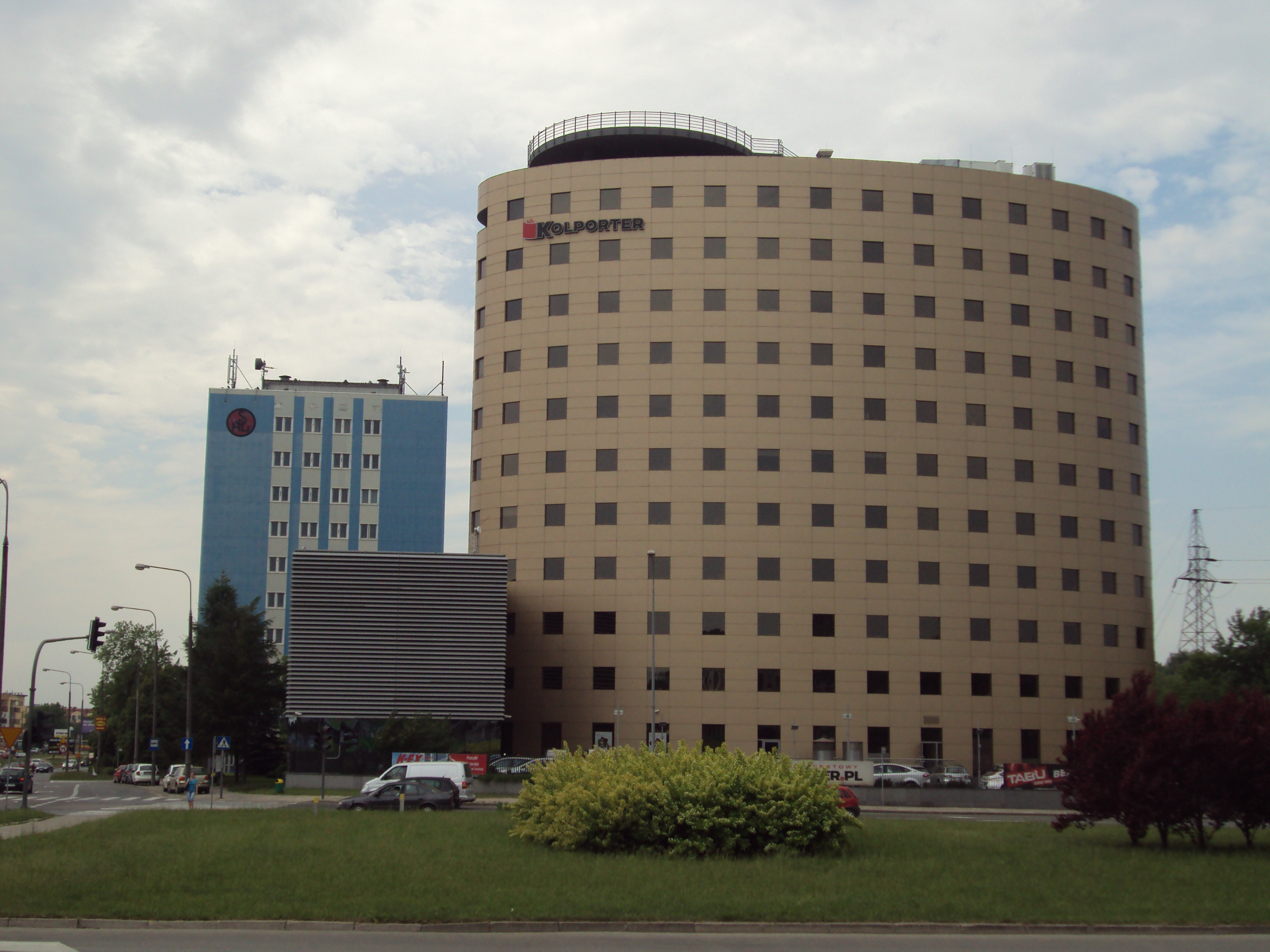
Zentrale in Kielce

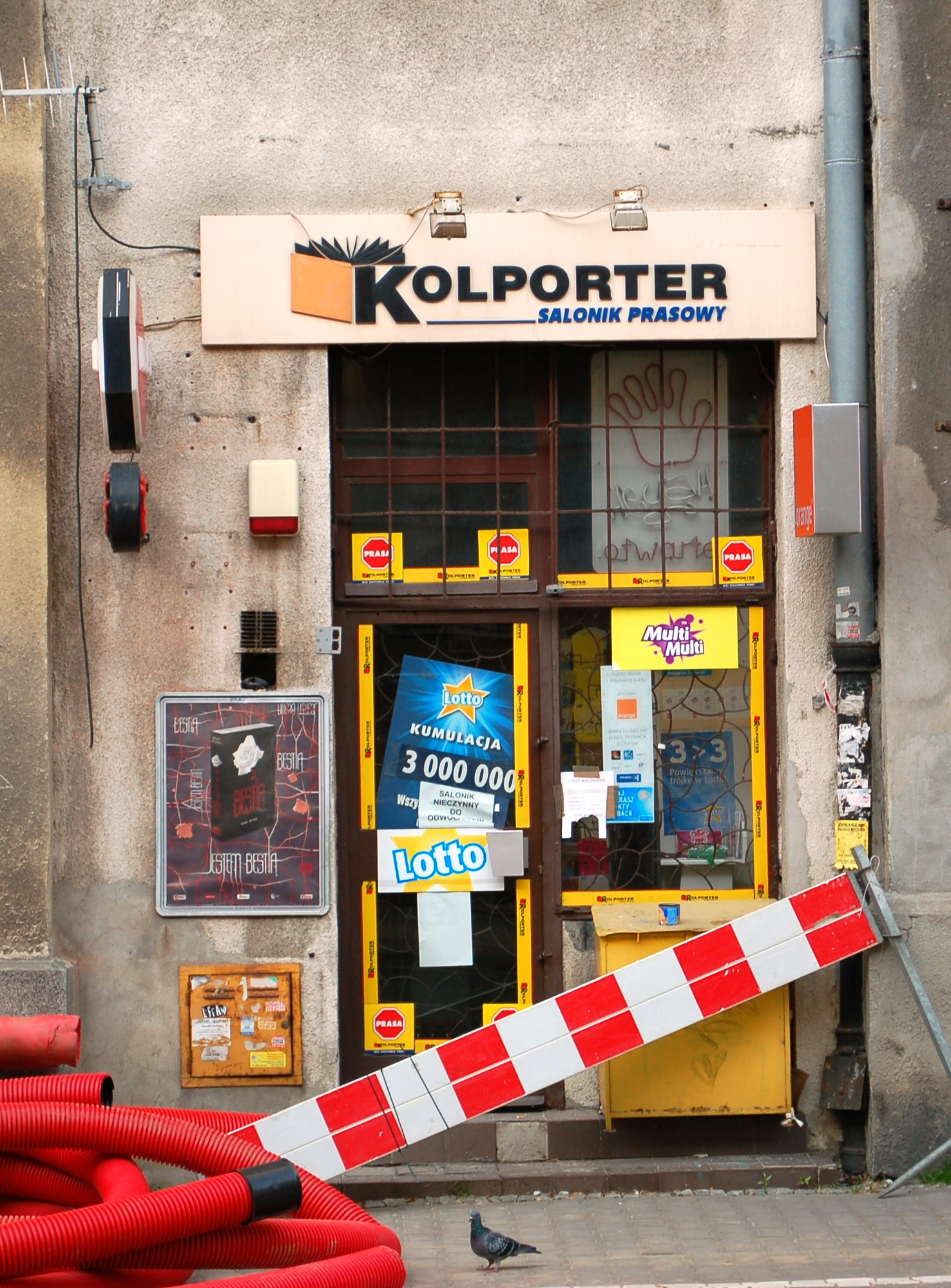
Kleiner Pressekiosk des Unternehmens in Warschau

Die Kolporter S.A. ist ein Pressevertriebsunternehmen in Polen. Gemeinsam mit der RUCH S.A. beherrscht es den polnischen Pressevertriebsmarkt. Neben Presseerzeugnissen werden auch Artikel des täglichen Bedarfs (FMCG) vertrieben. Nach Unternehmensangaben werden rund 36.000 Verkaufsstellen beliefert. Das als Holding organisierte Unternehmen aus Kielce gehört mehrheitlich dem Millionär Krzysztof Klicki, der für Kolporter einen Börsengang plant.

## Geschichte
Der Name der Firma leitet sich vom polnischen Wort Kolportaż (Pressevertrieb) ab. Nach der Einführung der Marktwirtschaft in Polen begann Klicki im Jahr 1990 mit der Auslieferung der Tageszeitung Gazeta Wyborcza. Er belieferte zunächst vorwiegend Einzelhändler der PSS „Społem“-Kette. Das als Gewerbetätigkeit begonnene und nur in Kielce tätige Geschäft baute er rasch zu einem regionalen Pressegrosshandel aus. Die erste Niederlassung des jungen Unternehmens wurde in Katowice eröffnet, danach folgte Breslau. Nachdem schon bald ein landesweiter Vertrieb aufgebaut war, begann Klicki ab 1993 mit der Produktion von Verkaufsständen sowie dem Vertrieb von Nichtpresse-Erzeugnissen. Ab 1995 entstanden verschiedene Tochtergesellschaften: 1997 wurde die Kolporter Service (FMCG-Vertrieb) und 2001 die Kolporter Sieci Handlowe (Convenience Shops) gegründet; 2002 gelang die Übernahme eines bedeutenden Warschauer Wettbewerbers, der Jard Press S.A. In den Folgejahren kam es zur Gründung weiterer Unternehmen wie auch zu häufigen Umfirmierungen dieser Tochtergesellschaften. Ende 2009 wurde ein eigener E-Bookleser auf den Markt gebracht.
Im Frühjahr 2011 wurde die Umwandlung in eine Aktiengesellschaft (S.A.) abgeschlossen. Ein für den Spätherbst geplanter Börsengang musste jedoch aufgrund einer Baisse an der polnischen Börse abgesagt werden.
In der Aufstellung der 500 größten Unternehmen Polens, die jährlich von der Wochenzeitschrift Polityka veröffentlicht wird, wird Kolporter im Jahr 2012 an 54. Stelle geführt. Das Unternehmen sieht sich damit als Nummer 1 auf dem polnischen Medienmarkt (Cyfrowy Polsat befindet sich an 99. und die polnische Tochtergesellschaft der Bauer Media Group an 146. Stelle dieses Rankings.) In der Woiwodschaft Heiligkreuz ist Kolporter nach Angaben der Tageszeitung Echa Dnia das größte Unternehmen.
Kolporter war von 2002 bis 2008 Geldgeber des Fußballclubs Korona Kielce, der in Folge in die Ekstraklasa aufsteigen konnte. Wegen eines Korruptionsskandals im Verein beendete Kolporter seine Sponsorentätigkeit.